# اچ‌ام‌اس اسپاروهاوک (۱۸۹۵)
اچ‌ام‌اس اسپاروهاوک (۱۸۹۵) (به انگلیسی: HMS Sparrowhawk (1895)) یک کشتی بود که طول آن ۲۱۵ فوت (۶۶ متر) بود. این کشتی در سال ۱۸۹۵ ساخته شد.
اچ‌ام‌اس اسپاروهاوک (۱۸۹۵) در ۸ اکتبر ۱۸۹۵ رسما آغاز به کار کرد.نهایت سرعت  اچ‌ام‌اس اسپاروهاوک (۱۸۹۵) ۳۰ گره دریاییست.